# Ainsworth E. Blunt House
Das Ainsworth E. Blunt House (auch bekannt als Blunt House) ist ein historisches Haus in Dalton und steht im Whitfield County im US-Bundesstaat Georgia, in den Vereinigten Staaten. Das Haus mit der Nummer 506 steht an der South Thornton Avenue.

## Geschichte
Das Blunt House gilt als zweitältestes doppelstöckiges Gebäude in Dalton. Es war der Wohnort von Ainsworth Emery Blunt, erster Bürgermeister von Dalton und Leiter der ansässigen Poststelle. Blunt wurde am 22. Februar 1800 in Amherst, New Hampshire geboren. Die örtlichen Cherokee wurden von ihm in den handwerklichen Berufen Zimmerer, Schmied und Küfer ausgebildet. Außerdem brachte er den Indianern auch die christliche Glaubenslehre näher.
Der Bau, der im Federal Style ausgerichtet und im viktorianischen Stil gehalten ist, wurde 1848 fertiggestellt. Als im Jahre 1864 Blunt und seine Familie nach Illinois zogen, wurde das Haus anfangs von der Union Army als Lazarett genutzt und später von der Confederate States Army besetzt. Nach dem Sezessionskrieg kehrte Blunt nach Dalton zurück, und das Haus blieb in Familienbesitz, bis seine Enkeltochter 1978 starb.
Das Gebäude wurde am 9. Juli 1980 als Baudenkmal unter der Nummer 80004460 in das National Register of Historic Places aufgenommen.